# 돈 C. 페이스 주니어

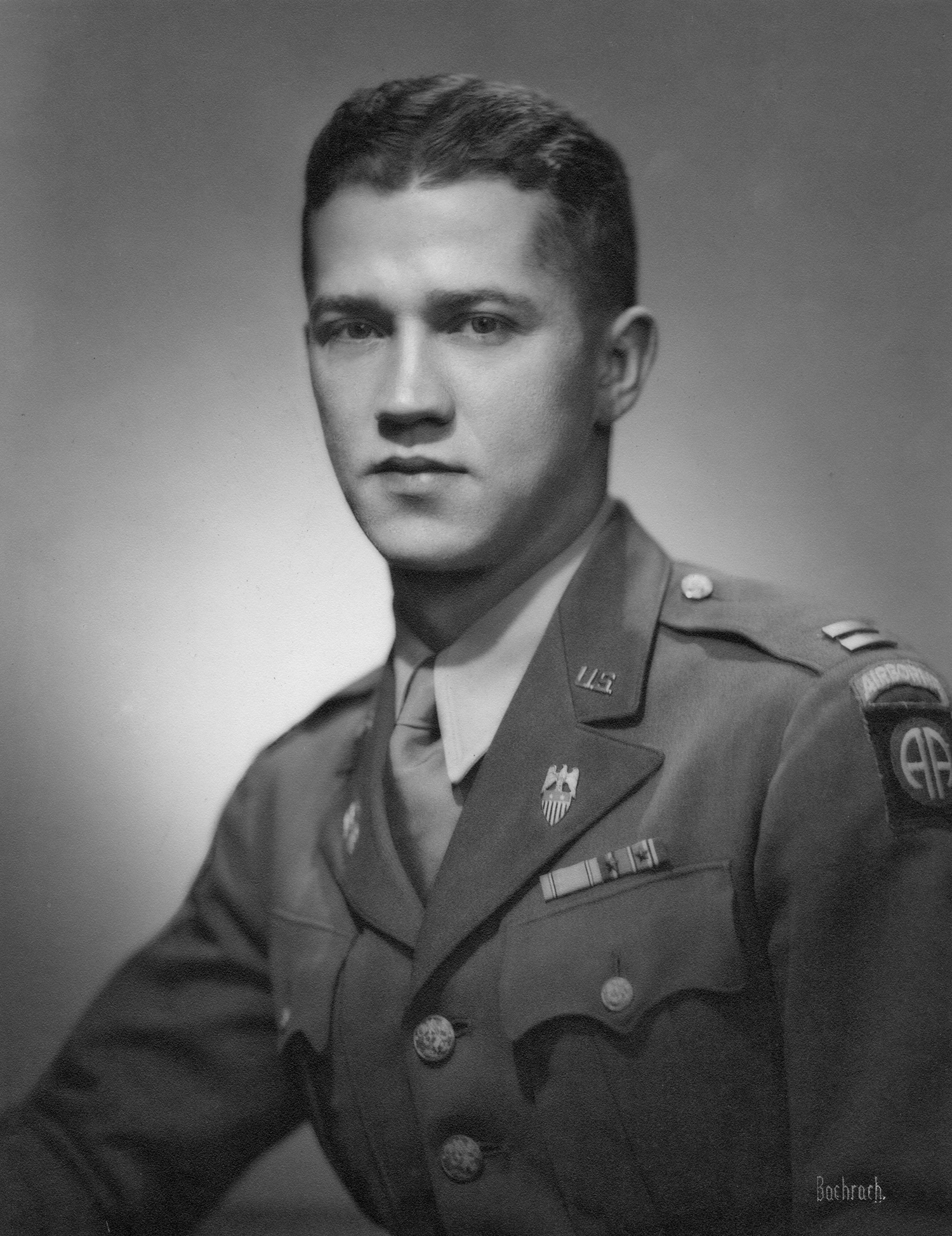

돈 C. 페이스 주니어(Don Carlos Faith Jr., 1918년 8월 26일 ~ 1950년 12월 2일)는 미국의 군인이다.
제2차 세계대전과 한국 전쟁에 참전했다. 한국 전쟁 장진호 전투의 31연대전투단의 지휘관으로 전투 중 전사하였다.

## 같이 보기
- 페이스 특수임무부대
- 장진호 전투